# Periptychidae
De Periptychidae is een familie van uitgestorven hoefdieren, behorend tot de informele groep van de Condylarthra. De dieren uit deze groep waren een van de meest algemene diersoorten in Noord-Amerika tijdens het Vroeg-Paleoceen. 
De periptychiden varieerden in grootte van het formaat van een eekhoorn (bijvoorbeeld Anisonchus) tot het formaat van een schaap (bijvoorbeeld Ectoconus). De gevonden kiezen van deze hoefdieren wijzen op een herbivoor tot omnivoor voedselpatroon. 